# 333
333 (CCCXXXIII, na numeração romana) foi um ano comum do século IV do Calendário Juliano, da Era de Cristo, e a sua letra dominical foi G (52 semanas), teve início a uma segunda-feira e terminou também a uma segunda-feira.
| Ano completo                         |
| ------------------------------------ |
| Ano comum com início à segunda-feira |

## Eventos
- 25 de dezembro — Imperador Constantino nomeia seu filho mais novo, Constante I, ao título de César.